# Juan Belza
Juan Belza y Gómez (Madrid, 11 de diciembre de 1819 - 1888), dramaturgo y traductor español.

## Biografía
En 1835 era escribiente de la Dirección General de Rentas Estancadas y Resguardos; poseyó una gran fecundidad creativa: escribió dramas, comedias y zarzuelas originales y adaptadas; también escribió los esbozos históricos de La soberanía nacional. Páginas de útil enseñanza para el pueblo. Gran colección de cuadros históricos, de episodios interesantes, conmovedoras escenas, abusos de la mayor parte de los monarcas de todos los tiempos y países. Con un juicio de Antonio Altadell (1873), que demuestran su ideología republicana.

## Obras (incompleto)
- Lo que se vé y lo que no se vé, Impr. de C. González, 1860
- El jorobado, Impr. de J. Rodríguez, 1876
- El florentino, A. Gullon, 1876
- Los dos primos, o, No hay mal que por bien no venga, Impr. de C. López, 1856
- La herencia de mi tía, Impr. de C. González, 1855
- Los hijos del pueblo, Impr. de C. González, 1860
- El ángel malo, Impr. de J. Rodríguez, 1877
- Acertar mintiendo, Impr. de J. Rodríguez, 1868
- El ángel de la casa, Impr. de J. Rodríguez, 1856
- Los bandidos de la corte de los milagros, Impr. de J. Rodríguez, 1878
- Aceptar la culpa agena, Impr. de J. Rodríguez, 1871
- El orgullo, Impr. de J. A. Segrestas, 1863
- Las mujeres de mármol, Impr. del Colegio de Sordo-Mudos, 1856
- El último pichón, Centro General de Administración, 1861
- Una pecadora, Impr. de J. Rodríguez, 1860
- ¡Camino de Leganés!..., Locura en un acto, representada en el teatro Jovellanos el 21 de septiembre de 1868. Impr. de José Rodríguez, 1868
- Un corpus de sangre, Impr. de José Rodríguez, 1861
- La capa de Josef, Impr. de T. Fortanet, 1862
- El que va á morir, te saluda, 1874
- Á Rusia por Valladolid, 1856
- El jorobado, 1863.
- El cuerpo del delito, 1865.
- Ardides y cuchilladas 1861, zarzuela.
- Una aventura en marruecos, zarzuela.
- El perro del hortelano, zarzuela.
- La casa roja, zarzuela.
- La isla de San Andrés, zarzuela.
- Un marido sobre ascuas, zarzuela.
- Bajo la línea,zarzuela.
- El gato goloso, zarzuela,
- El hijo de Lavapiés, zarzuela.
- Huyendo de un gastador, 1869
- Los contrabandistas del Pirineo, 1855
- La Soberanía nacional, ó, El último suspiro de un trono: Páginas de útil enseñanza para el pueblo. Gran colección de cuadros históricos, de episodios interesantes, conmovedoras escenas, abusos de la mayor parte de los monarcas de todos los tiempos y países... Con un juicio de Antonio Altadell Barcelona. Biblioteca Hispano-Americana, Establ. Tip. Editorial de Juan Pons, 1873. 2 vols, 2.ª ed.

## Fuente
- Manuel Gómez García, Diccionario Akal de Teatro. Madrid: Akal, 1997.

- Datos: Q5815481
- Multimedia: Juan Belza / Q5815481